# Monasterio de Vega
Monasterio de Vega è un comune spagnolo di 103 abitanti situato nella comunità autonoma di Castiglia e León.